# Egoteismus
Egoteismus (či egoteizmus) je kladení sama sebe do popředí všeho dění, ba až do pozice Boha. Ve většině náboženství se na egoteismus nahlíží jako na formu rouhání, z principu, ve kterém si člověk a bůh nemohou být rovni. Z psychologického hlediska mohou být u egoteismu sledovány projevy jako např. bezohlednost, nesolidárnost a bezcitnost vůči ostatním ve prospěch vlastního já a zkreslené vnímání reality s uměle zvýrazněnou důležitostí sebe sama.

## Srovnání
- Přibližným opakem egoteismu je sebezapření či nezištnost, nebo ve vztahu k ostatním lidem altruismus či humanismus, nejzazším protikladem je pak nerealistickému znevažování či pohrdání hodnoty sebe sama, inklinující např. k masochismu či nihilismu.
- Velmi podobný egoteismu je egoismus (sobectví) či ještě blíže sebestřednost, která sice také staví vlastní ego přede vše ostatní, avšak bez aspirace vidět se jako Bůh.
- Egoteismus může být považován za extrémní formu narcismu, tedy přehnaného obdivu k sobě samému.
- Tendence vidět sebe jako Boha je společná s učením Antona Szandora LaVeye, či s jeho pojetím satanismu, se kterým je egoteismus občas spojován. Samotným Laveyem bylo popisována jako osvobozování se od pout konvence, slabošské morálky a zbožšťování sama sebe.
- V nejširším kontextu, myšlenku toho, že v každém člověku „dříme“ bůh, je vysledovat v některých orientálních textech, ty se však věnují vnitřnímu potenciálu lidské mysli a s konceptem sobectví nemají nic společného.
- Z filosofického úhlu pohledu může být egoteismu blízký solipsismus. Hédonismus, tedy zjednodušeně řečeno vyhledávání slasti, může též být vedlejším projevem egoismu a egoteismu, pokud je kladeno nepoměrně výše než cokoli jiného.